# RTP2
«RTP2» — португальский общественный телеканал общей тематики. Входит в RTP.

## История
Вещание начал 25 декабря 1968 года как второй государственный телеканал страны, назывался сначала просто «Вторая программа». За время своего существования несколько раз менял название, В апреле 1996 года был переименован с «TV2» в «RTP2», а с 5 января 2004 года «RTP2» уступил своё место новому каналу под названием «2:» — новому проекту, созданному компанией «RTP» с сотрудничестве с различными партнёрами. 19 марта 2007 года этот формально уже новый телеканал опять стал называться «RTP2».

## Вещание
По состоянию на 1996 год покрытие его составляло 69,8% населения страны.